# 大型双盖蕨
大型双盖蕨（学名：Diplazium giganteum），又稱大型短肠蕨，是蹄盖蕨科双盖蕨属下的一个种。